# 정혁 (모델)
정혁(1991년 9월 20일~)은 대한민국의 남자 모델 겸 방송인이다. 2015년 DDP에서 열린 S/S 서울패션위크 블라인드니스에서 정식으로 데뷔했다. 2025년 토킹바(위스키 바에서 대화)에서 아르바이트를 하고 있다고 밝혔다.

## 모델 활동

### 패션쇼
- 2016 SS – ME:YOUMI, 크레스에딤, 무홍, 디그낙.
- 2016 FW - 푸시버튼, 로켓런치, 자렛, 카이, 김무홍, 디그낙, ANDY&DEBB, 딤에크래스, 서병문.
- 2018SS - DOZOH, D-ANTIDOTE, 등 .

### 매거진
- 보그걸, 고아웃, 코스모폴리탄, 나일론, 긱, 엘르, 데이즈드, 쎄씨, 더블유, 아레나, 로피시엘옴므, 브레이크매거진, 힙합퍼, 무신사, 지트리트, 쇼프.

## 출연 작품

### 예능
- 2016년 MBC 《마이 리틀 텔레비전》
- 2017년 JTBC 《쑈미옵빠》
- 2018년 JTBC4 《인간이 왜 그래》
- 2018년 OGN 《게임돌림픽》
- 2018년 E채널 《놀벤져스》
- 2018년 MBC 《나 혼자 산다》
- 2019년 tvN 《어쩌다 어른》
- 2019년 KBS2 《해피투게더 4》 - 37회 (2019년 6월 20일)
- 2019년 tvN 《플레이어》시즌1 - 고정 2019년 7월 14일 ~ 2019년 12월 8일
- 2019년 JTBC 《어서 말을 해》 - 4회 (2019년 9월 3일)
- 2019년 JTBC2 《호구의 차트》
- 2019년 NQQ 《위플레이》
- 2020년 MBC 《끼리끼리》
- 2020년 tvN 《핑거게임》
- 2020년 NQQ 《위플레이 시즌2》
- 2021년 ~ 2023년 쿠팡플레이 《SNL 코리아》
- 2021년 JTBC 《아는 형님》 - 297회 게스트
- 2022년 KBS2 《홍김동전》 - 9회 게스트
- 2022년 MBC 《황금어장 라디오스타》 - 788회 게스트
- 2022년 MBC 《복면가왕》 - 382회 참여자 (레드카드)
- 2023년 MBC 《심야괴담회》 - 78회 게스트
- 2023년 tvN 《놀라운 토요일》 - 253회 게스트
- 2023년 E채널 《익스큐수미: 일단 잡숴봐》 - 고정 2023년 8월 24일 ~현재
- 2023년 KBS2 《살림하는 남자들》
- 2023년 SBS 《강심장VS》-2회 게스트
- 2024년 tvN 《줄 서는 식당 시즌2》
- 2024년 SBS Plus & E채널 《먹고보는 형제들2》
- 2024년 E채널 《다해준다 인력사무소》
- 2024년 JTBC 《한문철의 블랙박스 리뷰 한블리》
- 2024년 MBC 《구해줘 홈즈!》

### 드라마
- 2024년 SBS M 《키스라이팅》

## 뮤직비디오
- 2016년 NCT DREAM - Chewing Gum
- 2016년 엘로 - ROSE
- 2017년 정기고 - Nocturne
- 2018년 소유 - 까만 밤

## 광고
- 2017년 꽃을 든 남자
- 2019년 직방
- 2019년 코카콜라

## 라디오
- 2018년 SBS 파워FM NCT의 Night Night
- 2018년, 2019년 KBS Cool FM 이수지의 가요광장 - 고정패널